# Шамордіно (Козельський район)
Шамордіно (рос. Шамордино) — присілок в Козельському районі Калузької області Російської Федерації.
Населення становить 30 осіб. Входить до складу муніципального утворення Присілок Каменка.

## Історія
Від 2004 року входить до складу муніципального утворення Присілок Каменка.

## Населення
| 2002 | 2010 |
| ---- | ---- |
| 41   | ↘30  |